# Julia Tjermosjanskaja
Julia Igorevna Tjermosjanskaja (ryska: Юлия Игоревна Чермошанская), född den 6 januari 1986, är en rysk friidrottare som tävlar i kortdistanslöpning.
Tjermosjanskajas första internationella mästerskapsstart var vid VM 2007 i Osaka där hon blev utslagen i kvartsfinalen på 200 meter. Hon deltog även vid Olympiska sommarspelen 2008 i Peking där hon blev utslagen i semifinalen på 200 meter. Vid samma mästerskap ingick hon i det ryska stafettlaget på 4 x 100 meter som vann guld. Omtestning 2016 av dopningsprov från OS i Peking 2008 visade att hennes prov innehöll förbjudna medel.